# Palais de la Chambre de commerce (Bergame)
Le Palais de la Chambre de commerce de Bergame a été construit au début du XXe siècle dans le cadre du grand projet de Marcello Piacentini et Fermo Taragni, pour le siège des bâtiments administratifs et commerciaux de la ville, le palais étant confié à l'ingénieur bergamasque Luigi Angelini.

## Histoire
L'histoire de la « Chambre de Commerce Primaire » de Bergame commence le 26 août 1802, devenant la « Chambre de Commerce, d'Art et de Manufacture » le 27 juin 1811 par un décret législatif du Vice-roi d'Italie, Eugène de Beauharnais.
Au début du XXe siècle, les bâtiments administratifs et judiciaires qui étaient dans la ville haute de Bergame, n'étaient plus adaptés au développement urbain, c'est pourquoi la ville a dû déplacer de nombreuses administrations dans la ville basse. Le siège de la Chambre de Commerce était situé Via Tasso depuis 1854, mais il n'était pas fonctionnel étant donné l'importante activité industrielle, minière, artisanale et commerciale de la zone.
Le nouveau bâtiment destiné à la Chambre de Commerce fut inclus dans le projet de l'architecte romain Marcello Piacentini et fut inauguré en même temps que le Palais de Justice le 1er novembre 1925 avec la visite du roi Victor-Emmanuel III de Savoie.
En 1921, le comité de la Chambre de Commerce approuva la création d'un nouveau bâtiment comme siège, confiant le projet à Luigi Angelini, qui avait également été l'élève de Piacentini à Rome, et qui le construisit selon le projet de Piacentini. Les travaux commencèrent en mai 1923, avec l'autorisation de la municipalité de Bergame, pour terminer le projet dans un délai de cinq ans, mais le palais fut officiellement achevé dès 1925.

## Description
Les façades présentent une base en pierre rustiquée de Poltragno qui se poursuit jusqu'aux pierres d'angles. Luigi Angelini a soigné les travaux du palais jusque dans les moindres détails, choisissant le marbre des sols et les stucs ornementaux des salles, mais aussi les rampes des escaliers et les chapiteaux des colonnes, faisant du palais l'un des atouts artistiques de la ville,.
À l'intérieur, en plus des bureaux administratifs, se trouve la grande Salle des Mosaïques qui abrite une grande représentation de l'Art et l'Artisanat, la Salle du Conseil qui abrite une grande œuvre en bronze et qui est utilisée pour les réunions, les conférences de presse, les assemblées, les tables rondes, la petite Salle Tarsia adaptée à l'accueil de petites réunions qui abrite deux grandes incrustations en bois sur les deux côtés ainsi que la Salle des lunettes avec des fresques représentant les parties les plus caractéristiques de la région de Bergame et de ses vallées, la petite salle verte abrite les portraits des personnages les plus illustres de Bergame qui ont contribué à l'histoire et à l'économie de la ville.